# Biremia ambocerca
Biremia ambocerca is een pissebed uit de familie Bathynataliidae. De wetenschappelijke naam van de soort is voor het eerst geldig gepubliceerd in 1985 door Bruce.